# Zum Sperl

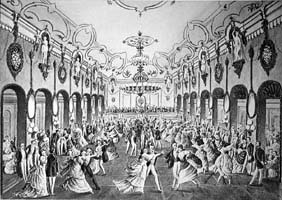
Ballveranstaltung im Sperlsaal

Zum Sperl war der Name eines Tanzlokals in der Wiener Vorstadt Leopoldstadt, seit 1850 im 2. Wiener Gemeindebezirk, das im Biedermeier mit prominenten Musikern seine große Zeit hatte. Es befand sich in einer Seitengasse der Taborstraße, schräg gegenüber der Karmeliterkirche, an der heutigen Adresse Kleine Sperlgasse 2c.

## Geschichte
Zur Zeit der Napoleonischen Kriege wurden in Wien einige Tanzlokale eröffnet, darunter der „Apollosaal“ in der Vorstadt Neubau und der „Goldene Strauß“ in der Vorstadt Josefstadt. Ihren Höhepunkt erfuhren sie nach Kriegsende während des Wiener Kongresses 1814 / 1815.
Vorbesitzer des Lokals war seit 1701 der kaiserliche Jäger Johann Georg Sperlbauer, der hier im 18. Jahrhundert das Wirtshaus „Zum Sperlbauer“ betrieb, das auch in der Folge für das „Sperl“ namensgebend blieb.

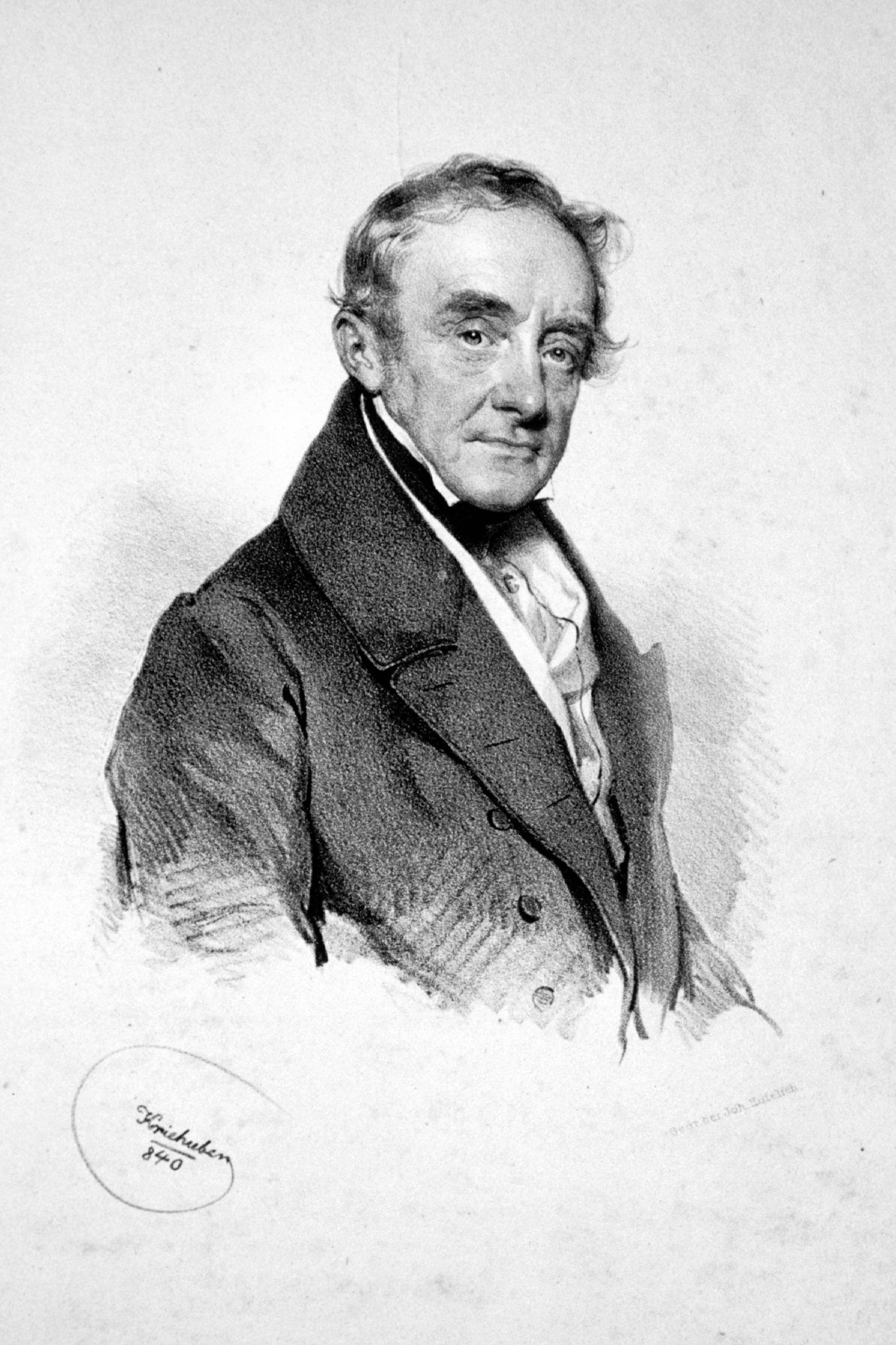
Johann Georg Scherzer, Lithographie von Josef Kriehuber, 1840

Seine Enkelin heiratete Johann Georg Scherzer (1776–1858), 1819 Mitgründer der Ersten österreichischen Spar-Casse, der das Lokal seit 1802 betrieb und 1806 kaufte. Er baute es 1807 komplett um. Scherzer ließ die Gassenfront nach vorn erweitern, legte im hinteren Teil einen Gastgarten an und ergänzte das Lokal um einen Tanzsaal. Die Eröffnung des neu erbauten Tanzsaals fand, wie Scherzer tags zuvor in der Wiener Zeitung ankündigte, am Sonntag, dem 27. September 1807, statt. (Einige spätere Texte nannten, zuletzt Felix Czeike im Historischen Lexikon Wien, ohne Quellenangabe den 29. September 1807.)
Durch das Auftreten von Musikern wie Michael Pamer, Joseph Lanner und Johann Strauss Vater wurde das Etablissement sehr beliebt und zählte zu den populärsten Vergnügungsstätten Wiens. Johann Strauss Vater widmete dem Lokal 1830 Sperls Festwalzer (op 30), 1831 den Sperl-Galopp (op 42) und 1839 die Sperl-Polka (op 133). Ferdinand Raimund machte durch ein Lied in seiner Zauberposse Der Diamant des Geisterkönigs Werbung für das Lokal. Scherzer erweiterte den Betrieb um einen weiteren Saal, der „Fortuna-Saal“ genannt wurde und am 9. Jänner 1834 eröffnet wurde; Strauss hatte zu diesem Anlass den Fortuna-Galopp komponiert. Das Sperl war so beliebt, dass jedes Jahr im Fasching 20 bis 30 Bälle abgehalten wurden.
1835 verpachtete Scherzer das Lokal an seine Söhne Johann Georg Scherzer (der Jüngere, 1811–nach 1859) und Josef Leonhard Scherzer (1813–1845). 1839 wurde das Sperl im Stil der Pariser Säle umgestaltet und galt als besonders vornehmes Etablissement. Johann Georg jun. trennte sich 1837 geschäftlich von seinem Bruder; der Vater übernahm nun den Betrieb wieder selbst und verpachtete ihn 1843. 1849 trat Johann Strauss Vater hier zum letzten Mal vor seinem Tod öffentlich auf.
1859 verkauften die Erben von Scherzer sen. den Sperl an Franz Daum († 14. Dezember 1895), seit 1854 Eigentümer des Elysium, der es Ende 1860 an Leopold Engländer (1811–1867) verpachtete. Engländer, der durch sein gleichnamiges Etablissement in der Währinger Straße 26 Notorietät besaß, machte den Sperl zum verrufensten Lokal Wiens. Die Geschäfte gingen schlecht, und 1863 ging das Lokal in das Eigentum der Stadt Wien über, die es 1868 an Josef Hollerer (1821–1871), Restaurateur der Sofiensäle, verpachtete. Letzter Betreiber des Etablissements war der Bruder des in der Niederösterreichischen Landesirrenanstalt verstorbenen Josef Hollerer, Eduard.
1874 wurde der Sperl geschlossen und in der Folge abgerissen. An dessen Stelle wurde 1876/77 das kommunale Gymnasium auf der Sperlrealität, 1898 k.k. Staatsgymnasium, heute Sperlgymnasium, erbaut.

## Sonstiges
Die Kleine Sperlgasse und die Große Sperlgasse wurden 1862 nach dem Lokal benannt, die Scherzergasse 1875 nach dem Gründer. Bis dahin hieß (z. B. auf dem Vasquez-Stadtplan um 1830) die Kleine Sperlgasse einfach Sperlgasse, die Große Sperlgasse Herrengasse.